# سپاه ۱ (ورماخت)
سپاه یکم ورماخت (آلمانی: I. Armeekorps) یکی از سپاه‌های نیروی زمینی آلمان در دوره رایش سوم بود که در جنگ جهانی دوم به عملیات پرداخت.

## تشکیل
سپاه ۱ ماه اکتبر سال ۱۹۳۴ از لشکر یکم رایشسور تشکیل شد.

## تاریخچه عملیاتی
سپاه ۱ روز ۱ اوت سال ۱۹۳۹ در منطقه نظامی شماره ۱ در پروس شرقی بسیج گردید. قرارگاه این سپاه در کونیگسبرگ قرار داشت. سپاه ۱ ارتباط خود با منطقه نظامی شماره ۱ را  حداقل تا پایان سال ۱۹۴۲ حفظ کرد و چندین لشکر که در این مدت تحت فرمان آن بودند، در این منطقه نظامی بسیج گشتند. بجز مشارکت در نبرد فرانسه در ماه ژوئن سال ۱۹۴۰، این سپاه مابقی تاریخچه عملیاتی خود را در جبهه شرقی، ابتدا با ارتش سوم در نبرد لهستان و سپس با گروه ارتش شمال در شوروی، گذراند.
در جریان تهاجم به لهستان سپاه ۱ در جناح شمالی جبهه گرفته بود و از ابتدا تا انتهای عملیات با برخورد به مقاومت شدید دشمن، نقش فعالی در آن داشت. پس از تسلیم شدن لهستان، این سپاه تا ماه نوامبر سال ۱۹۳۹ در اراضی شرقی باقی ماند و سپس به غرب آلمان منتقل گشت. تهاجم به فرانسه را در جایگاه ذخیره گروه ارتش ب آغاز کرد سپس به عنوان بخشی از ارتش چهارم وارد میدان رزم شد. در آغاز عملیات بارباروسا سپاه ۱ بخشی از ارتش هجدهم در جناح شمالی گروه ارتش شمال بود. این سپاه تا میانه ماه ژوئیه سال ۱۹۴۱ تا ناحیه شمال غربی دریاچه پیپوس پیشروی کرد. سپاه ۱ روز ۳۰ ژوئیه شیمسک را به تصرف خود درآورد و ارتش‌های یازدهم و بیست و هفتم شوروی را وادار به عقب‌نشینی به سمت خط استارایا روسا-خولم کرد. این سپاه در ماه اوت به ارتش شانزدهم پیوست. سپاه ۱ از اوایل ماه اکتبر سال ۱۹۴۱ تا ماه اکتبر سال ۱۹۴۳ تحت فرمان ارتش هجدهم درگیر محاصره لنینگراد بود. میانه ماه اکتبر سال ۱۹۴۳ مجددا به ارتش شانزدهم بازگشت و یک سال با آن باقی ماند. در جریان عملیات باگراتیون شوروی تا لیتوانی عقب‌نشینی کرد. میانه ماه اکتبر سال ۱۹۴۴ دوباره ارتش هجدهم ملحق گردید و تا پایان جنگ بخشی از آن بود. تهاجم ارتش سرخ ماه ژانویه سال ۱۹۴۵ این سپاه را همراه مابقی ارتش هجدهم گرفتار محاصره کورلند نمود.

## فرماندهان
| نام                  | درجه                                                      | آغاز فرماندهی  | پایان فرماندهی |
| -------------------- | --------------------------------------------------------- | -------------- | -------------- |
| والتر پتسل           | انتصاب با درجه سرلشکر ارتقا به درجه سپهبد (۱ اکتبر ۱۹۳۹)  | ۱ سپتامبر ۱۹۳۹ | ۲۵ اکتبر ۱۹۳۹  |
| کونو-هانس فن بوت     | انتصاب با درجه سرلشکر ارتقا به درجه سپهبد (۱ ژوئن ۱۹۴۰)   | ۲۶ اکتبر ۱۹۳۹  | ۳ مارس ۱۹۴۲    |
| اوتو وولر            | انتصاب با درجه سرلشکر ارتقا به درجه سپهبد (۶ ژانویه ۱۹۴۳) | ۳ مارس ۱۹۴۲    | ۱۵ اوت ۱۹۴۳    |
| مارتین گرازه         | انتصاب با درجه سرلشکر ارتقا به درجه سپهبد (۱ نوامبر ۱۹۴۳) | ۱۵ اوت ۱۹۴۳    | ۱ ژانویه ۱۹۴۴  |
| کارل هیلپرت          | سپهبد                                                     | ۱ ژانویه ۱۹۴۴  | ۳۰ ژانویه ۱۹۴۴ |
| والتر هارتمان (موقت) | سرلشکر                                                    | ۱ فوریه ۱۹۴۴   | ۳۰ مارس ۱۹۴۴   |
| کارل هیلپرت          | سپهبد                                                     | ۳۱ مارس ۱۹۴۴   | ۱ اوت ۱۹۴۴     |
| تئودور بوسه          | انتصاب با درجه سرلشکر ارتقا به درجه سپهبد (۱ نوامبر ۱۹۴۴) | ۱ اوت ۱۹۴۴     | ۱۹ ژانویه ۱۹۴۵ |
| فریدریش فانگور       | انتصاب با درجه سرلشکر ارتقا به درجه سپهبد (۱۶ مارس ۱۹۴۵)  | ۲۰ ژانویه      | ۲۱ آوریل ۱۹۴۵  |
| کریستیان اوزینگر     | سرلشکر                                                    | ۲۱ آوریل       | ۸ مه ۱۹۴۵      |

## سازمان
- اوایل سپتامبر ۱۹۳۹[۴]:
  - لشکر یازدهم پیاده‌نظام
  - لشکر شصت و یکم پیاده‌نظام
  - لشکر زرهی کمپف

- اکتبر ۱۹۴۰[۴]:
  - لشکر یکم پیاده‌نظام
  - لشکر بیست و یکم پیاده‌نظام
  - لشکر سی و دوم پیاده‌نظام
  - لشکر دویست و نودم پیاده‌نظام

- اوایل ژوئیه ۱۹۴۱[۵]:
  - لشکر یکم پیاده‌نظام
  - لشکر یازدهم پیاده‌نظام
  - لشکر بیست و یکم پیاده‌نظام